# Шукюров, Али Абдулла оглы
Али Абдулла оглы Шукюров (азерб. Əli Abdulla oğlu Şükürov, каз. Әли Абдуллаһұлы Шүкүров; 1924, Азербайджанская ССР — 1982) — советский азербайджанский и казахский железнодорожник, Герой Социалистического Труда (1959). Почётный железнодорожник Министерства путей сообщения СССР.

## Биография
Родился в 1924 году в Азербайджане.
На протяжении многих лет трудился в сфере железной дороги, работал машинистом паровоза в паровозном депо станции Баладжары Азербайджанской железной дороги, позже — машинист тепловоза локомотивного депо станции Мангышлак Западно-Казахстанской железной дороги. Достиг высоких результатов при выполнении шестого пятилетнего плана по перевозкам, отличился экономией топлива при вождении тяжеловесных поездов.
Указом Президиума Верховного Совета СССР от 1 августа 1959 года за выдающиеся успехи, достигнутые в деле развития железнодорожного транспорта, Шукюрову Али Абдулла оглы присвоено звание Героя Социалистического Труда с вручением ордена Ленина и золотой медали «Серп и Молот».